# Kim Kyung-choon
Đây là một tên người Triều Tiên, họ là Kim.
Kim Kyung-Choon (tiếng Hàn: 김경춘; Hanja: 金敬春, sinh ngày 27 tháng 1 năm 1984) là một cầu thủ bóng đá Hàn Quốc thi đấu ở vị trí tiền vệ hay tiền đạo cho câu lạc bộ Hàn Quốc tại Giải Quốc gia Hàn Quốc Busan Transportation Corporation.

## Sự nghiệp câu lạc bộ

### National League
Anh khởi đầu sự nghiệp tại đội bóng tại Giải Quốc gia Hàn Quốc Ulsan Hyundai Mipo. Một mùa giải sau, anh gia nhập Korean Police FC để thực hiện nghĩa vụ quân sự 2 năm. Anh trở lạio đội bóng tại Giải Quốc gia Hàn Quốc Suwon City FC từ mùa giải 2009.

### Gangwon FC
Ngày 17 tháng 11 năm 2009, anh nằm trong đợt tuyển quân K League 2010, nhưng anh không được câu lạc bộ nào gọi. Kim gia nhập Gangwon FC vào giai đoạn muộn của đầu mùa giải. Trận đấu đầu tiên tại K League của anh là trước Pohang Steelers ở Pohang, thất bại Gangwon 0-4 trong trận đấu trên sân khách vào ngày 20 tháng 3 năm 2010.

### Trở lại National League
Vào tháng 7 năm 2010, anh trở lại Busan Transportation Corporation.

### Thống kê
Tính đến 2 tháng 3 năm 2011
| Thành tích câu lạc bộ | Thành tích câu lạc bộ            | Thành tích câu lạc bộ  | Giải vô địch | Giải vô địch | Cúp     | Cúp       | Cúp Liên đoàn | Cúp Liên đoàn | Tổng cộng | Tổng cộng |
| Mùa giải              | Câu lạc bộ                       | Giải vô địch           | Số trận      | Bàn thắng    | Số trận | Bàn thắng | Số trận       | Bàn thắng     | Số trận   | Bàn thắng |
| Hàn Quốc              | Hàn Quốc                         | Hàn Quốc               | Giải vô địch | Giải vô địch | Cúp KFA | Cúp KFA   | Cúp Liên đoàn | Cúp Liên đoàn | Tổng cộng | Tổng cộng |
| --------------------- | -------------------------------- | ---------------------- | ------------ | ------------ | ------- | --------- | ------------- | ------------- | --------- | --------- |
| 2006                  | Ulsan Mipo Dockyard              | Giải Quốc gia Hàn Quốc | 20           | 10           | 2       | 0         | -             | -             | 22        | 10        |
| 2007                  | National Police Agency FC        | R-League               |              |              | -       | -         | -             | -             |           |           |
| 2008                  | National Police Agency FC        | R-League               |              |              | -       | -         | -             | -             |           |           |
| 2009                  | Suwon City FC                    | Giải Quốc gia Hàn Quốc | 11           | 2            | 0       | 0         | -             | -             | 11        | 2         |
| 2010                  | Gangwon FC                       | K League               | 2            | 0            | 1       | 0         | 0             | 0             | 3         | 0         |
| 2010                  | Busan Transportation Corporation | Giải Quốc gia Hàn Quốc | 14           | 2            | 0       | 0         | -             | -             | 14        | 2         |
| 2011                  | Busan Transportation Corporation | Giải Quốc gia Hàn Quốc |              |              |         |           | -             | -             |           |           |
| Tổng cộng             | Hàn Quốc                         | Hàn Quốc               | 47           | 14           | 3       | 0         | 0             | 0             | 50        | 14        |
| Tổng cộng sự nghiệp   | Tổng cộng sự nghiệp              | Tổng cộng sự nghiệp    | 47           | 14           | 3       | 0         | 0             | 0             | 50        | 14        |

Ghi chú: số lần ra sân và bàn thắng bao gồm playoff giải vô địch.